# Belomitra aoteana
Belomitra aoteana is een slakkensoort uit de familie van de Belomitridae. De wetenschappelijke naam van de soort is voor het eerst geldig gepubliceerd in 1956 door Dell.